# Chocholatá Lhota
Chocholatá Lhota je vesnice, část města Vlachovo Březí v okrese Prachatice v Jihočeském kraji. Nachází se asi dva kilometry východně od Vlachova Březí, v Bavorovské vrchovině na severním svahu kopce Hradějn (581 metrů) v nadmořské výšce 540 metrů. V roce 2011 zde trvale žilo 28 obyvatel.

## Historie
První písemná zmínka o vesnici pochází z roku 1514. Původní název zněl „Chocholová“.
Do roku 1594 patřila pánům z Rožmberka, v témže roce prodána Silvestrovi Mlazovskému z Těšnice.
Pravděpodobně v 16. století zde byla postavena tvrz (postavit jí nechal Silvestr Mlazovský nebo Budkovští z Budkova). V roce 1656 byla Lhota prodána Václavem Hýzrlem z Chodů Alžbětě Volfomíně Hýzrlové z Dubé. Za krátkou dobu byl statek připojen k vlachovobřezskému panství.
Po požáru vsi roku 1861 zde proběhla rozsáhlá přestavba domů v tzv. selském baroku od Jakuba Bursy. Lhotecké štíty patřily k poslednímu období jeho tvorby, kdy štíty již složitě členil.

## Obyvatelstvo
| Rok            | 1869 | 1880 | 1890 | 1900 | 1910 | 1921 | 1930 | 1950 | 1961 | 1970 | 1980 | 1991 | 2001 | 2011 | 2021 |
| -------------- | ---- | ---- | ---- | ---- | ---- | ---- | ---- | ---- | ---- | ---- | ---- | ---- | ---- | ---- | ---- |
| Počet obyvatel | 195  | 177  | 189  | 176  | 160  | 153  | 136  | 94   | 80   | 75   | 42   | 30   | 35   | 28   | 22   |
| Počet domů     | 29   | 29   | 29   | 29   | 29   | 29   | 29   | 31   | 23   | 23   | 18   | 26   | 27   | 26   | 27   |

## Obecní správa
Při sčítání lidu v letech 1850–1899 Chocholatá Lhota byla osadou obce Budkov v okrese Prachatice. V letech 1900–1971 byla samostatnou obcí v okrese Prachatice. Od 26. listopadu 1971 do 29. dubna 1976 byla znovu částí obce Budkov v okrese Prachatice, kdy se konaly obecní volby. Od 30. dubna 1976 do 30. června 1980 byla částí obce Chlumany v okrese Prachatice. Od 1. července 1980 je částí města Vlachovo Březí v okrese Prachatice. Poté se Budkov opět osamostatnil, ale Chocholatá Lhota již zůstala součástí Vlachova Březí.

## Pamětihodnosti
- Tvrz se nacházela v místě dnešní sýpky – dvoupatrové budově, kde je ještě dnes patrné jednoduché kvádrování z počátku 18. století.
- Do vchodu do domu čp. 3 vsazeno kamenné, goticky profilované, do půlkruhu sklenuté ostění, pravděpodobně z hradu Helfenburku.